# IATA空港コードの一覧/L
IATA空港コードの一覧: A - B - C - D - E - F - G - H - I - J - K - L - M - N - O - P - Q - R - S - T - U - V - W - X - Y - Z

## L
このリストでは次のような形式で羅列する。
IATAコード - ICAOコード - 空港名 - 空港の所在地
| IATAコード | ICAOコード | 空港名                                                             | 所在地                                                           |
| ---------- | ---------- | ------------------------------------------------------------------ | ---------------------------------------------------------------- |
| LAA        | KLAA       | ラマー市営空港                                                     | アメリカ合衆国、コロラド州ラマー                                 |
| LAC        |            | スワロー・リーフ空港                                               | マレーシア、スワロー・リーフ                                     |
| LAD        | FNLU       | クアトロ・デ・フェベレイロ空港                                     | アンゴラ、ルアンダ                                               |
| LAE        | AYNZ       | ラエ・ナドザブ空港                                                 | パプアニューギニア、ラエ                                         |
| LAF        | KLAF       | パデュー大学空港                                                   | アメリカ合衆国、インディアナ州ウェストラファイエット             |
| LAI        | LFRO       | ランニオン＝コート・ド・グラニ空港                                 | フランス、ランニオン                                             |
| LAL        | KLAL       | レイクランド・リンダー地域空港                                     | アメリカ合衆国、フロリダ州レイクランド                           |
| LAM        | KLAM       | ロスアラモス空港                                                   | アメリカ合衆国、ニューメキシコ州ロスアラモス                     |
| LAN        | KLAN       | ランシング首都圏国際空港                                           | アメリカ合衆国、ミシガン州ランシング                             |
| LAO        | RPLI       | ラオアグ国際空港                                                   | フィリピン、イロコス・ノルテ州ラオアグ                           |
| LAP        | MMLP       | ラ・パス国際空港                                                   | メキシコ、バハ・カリフォルニア・スル州ラパス                     |
| LAR        | KLAR       | ララミー地域空港                                                   | アメリカ合衆国、ワイオミング州ララミー                           |
| LAS        | KLAS       | ハリー・リード国際空港                                             | アメリカ合衆国、ネバダ州パラダイス（ラスベガス）                 |
| LAW        | KLAW       | ロートン＝フォート・シル地域空港                                   | アメリカ合衆国、オクラホマ州ロートン                             |
| LAX        | KLAX       | ロサンゼルス国際空港                                               | アメリカ合衆国、カリフォルニア州ロサンゼルス                     |
| LBA        | EGNM       | リーズ・ブラッドフォード国際空港                                   | イギリス、リーズ                                                 |
| LBB        | KLBB       | ラボック・プレストン・スミス国際空港                               | アメリカ合衆国、テキサス州ラボック                               |
| LBC        | EDHL       | リューベック空港                                                   | ドイツ、リューベック（ハンブルク近郊）                           |
| LBE        | KLBE       | アーノルド・パーマー地域空港                                       | アメリカ合衆国、ペンシルベニア州レイトローブ（ピッツバーグ近郊） |
| LBF        | KLBF       | ノース・プラット地域空港（リー・バード・フィールド）               | アメリカ合衆国、ネブラスカ州ノース・プラット                     |
| LBG        | LFPB       | ル・ブルジェ空港                                                   | フランス、ル・ブルジェ（パリ近郊）                               |
| LBI        | LFCI       | ル・セケストル空港                                                 | フランス、アルビ                                                 |
| LBJ        | WATO       | コモド空港                                                         | インドネシア、フローレス島                                       |
| LBL        | KLBL       | リベラル中部アメリカ地域空港                                       | アメリカ合衆国、カンザス州リベラル                               |
| LBO        | KLBO       | フロイド・W・ジョーンズ・レバノン空港                              | アメリカ合衆国、ミズーリ州レバノン                               |
| LBR        | KLBR       | クラークスビル＝レッド・リバー郡空港（J・D・トリセル・フィールド） | アメリカ合衆国、テキサス州クラークスビル                         |
| LBT        | KLBT       | ランバートン市営空港                                               | アメリカ合衆国、ノースカロライナ州ランバートン                   |
| LBU        | WBKL       | ラブアン空港                                                       | マレーシア、ラブアン                                             |
| LBV        | FOOL       | リーブルヴィル国際空港                                             | ガボン、リーブルヴィル                                           |
| LBX        | RPLU       | ルバング空港                                                       | フィリピン、オクシデンタル・ミンドロ州ルバング                   |
| LCA        | LCLK       | ラルナカ国際空港                                                   | キプロス、ラルナカ                                               |
| LCE        | MHLC       | ゴロソン国際空港                                                   | ホンジュラス、ラ・セイバ                                         |
| LCG        | LECO       | ア・コルーニャ空港                                                 | スペイン、ア・コルーニャ                                         |
| LCH        | KLCH       | レイク・チャールズ地域空港                                         | アメリカ合衆国、ルイジアナ州レイクチャールズ                     |
| LCI        | KLCI       | ラコニア市営空港                                                   | アメリカ合衆国、ニューハンプシャー州ラコニア                     |
| LCJ        | EPLL       | ウッチ・ヴワディスワフ・レイモント空港                             | ポーランド、ウッチ                                               |
| LCK        | KLCK       | リッケンバッカー国際空港                                           | アメリカ合衆国、オハイオ州コロンバス                             |
| LCQ        | KLCQ       | レイク・シティ市営空港                                             | アメリカ合衆国、フロリダ州レイク・シティ                         |
| LCR        |            | ラ・チョレラ空港                                                   | コロンビア、ラ・チョレラ                                         |
| LCY        | EGLC       | ロンドン・シティ空港                                               | イギリス、ロンドン                                               |
| LDB        | SBLO       | ロンドリーナ空港                                                   | ブラジル、パラナ州ロンドリーナ                                   |
| LDE        | LFBT       | タルブ＝ルルド＝ピレネー空港                                       | フランス、ルルド                                                 |
| LDJ        | KLDJ       | リンデン空港                                                       | アメリカ合衆国、ニュージャージー州リンデン                       |
| LDK        | ESGL       | リードヒェーピング＝ホヴビー空港                                   | スウェーデン、リードヒェーピング                                 |
| LDM        | KLDM       | メイソン郡空港                                                     | アメリカ合衆国、ミシガン州ラディントン                           |
| LDN        | VNLD       | ラミダンダ空港                                                     | ネパール、ラミダンダ                                             |
| LDO        |            | ラドゥアニ飛行場                                                   | スリナム、ラドゥアニ                                             |
| LDY        | EGAE       | デリー市空港（ロンドンデリー・エグリントン空港）                   | イギリス、ロンドンデリー                                         |
| LEA        | YPLM       | リアマンス空港                                                     | オーストラリア、西オーストラリア州エクスマウス                   |
| LEB        | KLEB       | レバノン市営空港                                                   | アメリカ合衆国、ニューハンプシャー州レバノン                     |
| LED        | ULLI       | プルコヴォ空港                                                     | ロシア、サンクトペテルブルク                                     |
| LEE        | KLEE       | リーズバーグ国際空港                                               | アメリカ合衆国、フロリダ州リーズバーグ                           |
| LEH        | LFOH       | ル・アーヴル・オクトヴィル空港                                     | フランス、ル・アーヴル                                           |
| LEI        | LEAM       | アルメリア空港                                                     | スペイン、アルメリア                                             |
| LEJ        | EDDP       | ライプツィヒ/ハレ空港                                              | ドイツ、ライプツィヒ                                             |
| LEK        | GULB       | タタ空港                                                           | ギニア、ラベ                                                     |
| LEM        | KLEM       | レモン市営空港                                                     | アメリカ合衆国、サウスダコタ州レモン                             |
| LEN        | LELN       | レオン空港                                                         | スペイン、レオン                                                 |
| LEQ        | EGHC       | ランズ・エンド空港                                                 | イギリス、ランズ・エンド                                         |
| LET        | SKLT       | アルフレド・バスケス・コボ国際空港                                 | コロンビア、レティシア                                           |
| LEW        | KLEW       | オーバーン/ルイストン市営空港                                      | アメリカ合衆国、メイン州オーバーンとルイストン                   |
| LEX        | KLEX       | ブルーグラス空港                                                   | アメリカ合衆国、ケンタッキー州レキシントン                       |
| LEY        | EHLE       | レリスタット空港                                                   | オランダ、レリスタット                                           |
| LFB        | FQLU       | ルンボ空港                                                         | モザンビーク、ルンボ                                             |
| LFI        | KLFI       | ラングレー空軍基地                                                 | アメリカ合衆国、バージニア州ハンプトン                           |
| LFK        | KLFK       | アンジェリーナ郡空港                                               | アメリカ合衆国、テキサス州ラフキン                               |
| LFR        | SVLF       | ラ・フリア空港                                                     | ベネズエラ、ラ・フリア                                           |
| LFT        | KLFT       | ラファイエット地域空港                                             | アメリカ合衆国、ルイジアナ州ラファイエット                       |
| LFW        | DXXX       | ロメ空港                                                           | トーゴ、ロメ                                                     |
| LGA        | KLGA       | ラガーディア空港                                                   | アメリカ合衆国、ニューヨーク州ニューヨーク市                     |
| LGB        | KLGB       | ロングビーチ空港                                                   | アメリカ合衆国、カリフォルニア州ロングビーチ                     |
| LGF        | KLGF       | ラグーナ陸軍飛行場（ユマ試験場）                                   | アメリカ合衆国、アリゾナ州ユマ郡                                 |
| LGG        | EBLG       | リエージュ空港                                                     | ベルギー、リエージュ                                             |
| LGK        | WMKL       | ランカウイ国際空港                                                 | マレーシア、ランカウイ                                           |
| LGP        | RPLP       | レガスピ空港                                                       | フィリピン、アルバイ州レガスピ                                   |
| LGQ        | SENL       | ラゴ・アグリオ空港                                                 | エクアドル、ヌエバ・ロハ                                         |
| LGS        | SAMM       | コモドロ・D・リカルド・サロモン空港                                | アルゼンチン、マラルグエ                                         |
| LGW        | EGKK       | ロンドン・ガトウィック空港                                         | イギリス、ロンドン                                               |
| LHA        | EDTL       | ブラック・フォレスト空港                                           | ドイツ、ラール                                                   |
| LHB        | KLHB       | ハーン市営空港                                                     | アメリカ合衆国、テキサス州ハーン                                 |
| LHE        | OPLA       | アッラーマ・イクバール国際空港                                     | パキスタン、ラホール                                             |
| LHM        | KLHM       | リンカーン地域空港（カール・ハーダー・フィールド）                 | アメリカ合衆国、カリフォルニア州リンカーン                       |
| LHR        | EGLL       | ロンドン・ヒースロー空港                                           | イギリス、ロンドン                                               |
| LHV        | KLHV       | ウィリアム・T・パイパー記念空港                                    | アメリカ合衆国、ペンシルベニア州ロック・ヘイブン                 |
| LHX        | KLHX       | ラ・フンタ市営空港                                                 | アメリカ合衆国、コロラド州ラ・フンタ                             |
| LHZ        | KLHZ       | フランクリン郡空港                                                 | アメリカ合衆国、ノースカロライナ州ルイスバーグ                   |
| LIB        |            | リンブンヤ空港                                                     | オーストラリア、ノーザンテリトリーリンブンヤ                     |
| LIC        | KLIC       | ライモン市営空港                                                   | アメリカ合衆国、コロラド州ライモン                               |
| LID        |            | ファルケンブルフ空港                                               | オランダ、ライデン                                               |
| LIG        | LFBL       | リモージュ＝ベルガルド空港                                         | フランス、リモージュ                                             |
| LIH        | PHLI       | リフエ空港                                                         | アメリカ合衆国、ハワイ州リフエ                                   |
| LIK        |            | リキエップ空港                                                     | マーシャル諸島、リキエップ環礁                                   |
| LIL        | LFQQ       | リール空港                                                         | フランス、リール                                                 |
| LIM        | SPIM       | ホルヘ・チャベス国際空港                                           | ペルー、カヤオ（リマ近郊）                                       |
| LIN        | LIML       | ミラノ・リナーテ空港                                               | イタリア、ミラノ                                                 |
| LIR        | MRLB       | ダニエル・オドゥベール国際空港                                     | コスタリカ、リベリア                                             |
| LIS        | LPPT       | ポルテラ空港                                                       | ポルトガル、リスボン                                             |
| LIT        | KLIT       | リトル・ロック国営空港（アダムズ・フィールド）                     | アメリカ合衆国、アーカンソー州リトルロック                       |
| LIU        | KLIU       | リトルフィールド市営空港                                           | アメリカ合衆国、テキサス州リトルフィールド                       |
| LIY        | KLHW       | ミッドコースト地域空港・ライト陸軍飛行場                           | アメリカ合衆国、ジョージア州フォート・スチュワート               |
| LJU        | LJLJ       | リュブリャナ空港                                                   | スロベニア、リュブリャナ                                         |
| LKK        | PAKL       | クリク・レイク空港                                                 | アメリカ合衆国、アラスカ州クリク・レイク                         |
| LKL        | ENNA       | ラクスエルブ空港                                                   | ノルウェー、ラクスエルブ                                         |
| LKN        | ENLK       | レクネス空港                                                       | ノルウェー、レクネス                                             |
| LKO        | VILK       | アマウシ空港                                                       | インド、ウッタル・プラデーシュ州ラクナウ                         |
| LKP        | KLKP       | レークプラシッド空港                                               | アメリカ合衆国、ニューヨーク州レークプラシッド                   |
| LKR        | KLKR       | ランカスター郡空港（マクウィーター・フィールド）                   | アメリカ合衆国、サウスカロライナ州ランカスター                   |
| LKU        | KLKU       | ルイーザ郡空港（フリーマン・フィールド）                           | アメリカ合衆国、バージニア州ルイーザ                             |
| LKV        | KLKV       | レイク郡空港                                                       | アメリカ合衆国、オレゴン州レイクビュー                           |
| LLA        | ESPA       | ルレオ空港                                                         | スウェーデン、ルレオ                                             |
| LLK        | UBBL       | ランカラン国際空港                                                 | アゼルバイジャン、ランカラン                                     |
| LLU        | BGAP       | アルイツップ・パー・ヘリポート                                     | グリーンランド、アルイツップ・パー                               |
| LLW        | FWKI       | リロングウェ国際空港                                               | マラウイ、リロングウェ                                           |
| LLX        | KCDA       | カレドニア郡空港                                                   | アメリカ合衆国、バーモント州リンドンビル                         |
| LLY        | KVAY       | 南ジャージー地域空港                                               | アメリカ合衆国、ニュージャージー州マウント・ホーリー             |
| LMC        |            | ラ・マカレナ空港                                                   | コロンビア、ラ・マカレナ                                         |
| LML        |            | ラエー空港                                                         | マーシャル諸島、ラエー環礁                                       |
| LMM        | MMLM       | フェデラル・デル・バジェ・デル・フエルテ国際空港                   | メキシコ、シナロア州ロス・モチス                                 |
| LMP        | LICD       | ランペドゥーザ空港                                                 | イタリア、ランペドゥーザ島                                       |
| LMS        | KLMS       | ルイスビル・ウィンストン郡空港                                     | アメリカ合衆国、ミシシッピ州ルイスビル                           |
| LMT        | KLMT       | クラマス・フォールズ空港                                           | アメリカ合衆国、オレゴン州クラマスフォールズ                     |
| LNA        | KLNA       | パーム・ビーチ郡パーク空港                                         | アメリカ合衆国、フロリダ州ウェストパームビーチ                   |
| LNB        | NVSM       | ラメン・ベイ空港                                                   | バヌアツ、エピ島                                                 |
| LNC        | KLNC       | ランカスター空港                                                   | アメリカ合衆国、テキサス州ランカスター                           |
| LND        | KLND       | ハント・フィールド                                                 | アメリカ合衆国、ワイオミング州ランダー                           |
| LNE        | NVSO       | ロノロレ空港                                                       | バヌアツ、ペンテコスト島                                         |
| LNK        | KLNK       | リンカーン空港                                                     | アメリカ合衆国、ネブラスカ州リンカーン                           |
| LNL        | KLNL       | キングス・ランド・オレークス空港                                   | アメリカ合衆国、ウィスコンシン州ランド・オレークス               |
| LNN        | KLNN       | ウィロビー・ロスト・ネイション市営空港                             | アメリカ合衆国、オハイオ州ウィロビー                             |
| LNP        | KLNP       | ロンサム・パイン空港                                               | アメリカ合衆国、バージニア州ワイズ                               |
| LNR        | KLNR       | トリ＝カウンティ地域空港                                           | アメリカ合衆国、ウィスコンシン州ローン・ロック                   |
| LNS        | KLNS       | ランカスター空港                                                   | アメリカ合衆国、ペンシルベニア州ランカスター                     |
| LNV        | AYKY       | リヒル島空港                                                       | パプアニューギニア、リヒル島                                     |
| LNY        | PHNY       | ラナイ空港                                                         | アメリカ合衆国、ハワイ州ラナイ・シティ                           |
| LNZ        | LOWL       | リンツ空港                                                         | オーストリア、リンツ                                             |
| LOH        | SETM       | カミロ・ポンセ・エンリケス空港                                     | エクアドル、ロハ                                                 |
| LOL        | KLOL       | ダービー・フィールド                                               | アメリカ合衆国、ネバダ州ラブロック                               |
| LOM        | KLOM       | ウィングス・フィールド                                             | アメリカ合衆国、ペンシルベニア州フィラデルフィア                 |
| LON        |            | 市内全ての空港                                                     | イギリス、ロンドン                                               |
| LOS        | DNMM       | ムルタラ・モハンマド国際空港                                       | ナイジェリア、ラゴス                                             |
| LOT        | KLOT       | ルイス大学空港                                                     | アメリカ合衆国、イリノイ州シカゴとロメオビル                     |
| LOU        | KLOU       | ボウマン・フィールド                                               | アメリカ合衆国、ケンタッキー州ルイビル                           |
| LOV        | MMMV       | ベヌスティアーノ・カランサ国際空港                                 | メキシコ、モンクローバ                                           |
| LOZ        | KLOZ       | ロンドン＝コルビン空港（マギー・フィールド）                       | アメリカ合衆国、ケンタッキー州ロンドン                           |
| LPA        | GCLP       | グラン・カナリア空港                                               | スペイン、グラン・カナリア島                                     |
| LPB        | SLLP       | エル・アルト国際空港                                               | ボリビア、エル・アルト（ラパス近郊）                             |
| LPC        | KLPC       | ロンポク空港                                                       | アメリカ合衆国、カリフォルニア州ロンポク                         |
| LPD        | SKLP       | ラ・ペドレラ空港                                                   | コロンビア、ラ・ペドレラ                                         |
| LPG        | SADL       | ラ・プラタ・シティ国際空港                                         | アルゼンチン、ラ・プラタ                                         |
| LPI        | ESSL       | リンシェーピング・シティ空港                                       | スウェーデン、リンシェーピング                                   |
| LPL        | EGGP       | リバプール・ジョン・レノン空港                                     | イギリス、リヴァプール                                           |
| LPM        | NVSL       | マレクラ島空港                                                     | バヌアツ、マレクラ島                                             |
| LPP        | EFLP       | ラッペーンランタ空港                                               | フィンランド、ラッペーンランタ                                   |
| LPQ        | VLLB       | ルアンパバーン国際空港                                             | ラオス、ルアンパバーン                                           |
| LPR        | KLPR       | ロレーン郡地域空港                                                 | アメリカ合衆国、オハイオ州ロレーンとエリリア                     |
| LQK        | KLQK       | ピケンズ郡空港                                                     | アメリカ合衆国、サウスカロライナ州ピケンズ                       |
| LQM        | SKLG       | カウカヤ空港                                                       | コロンビア、プエルト・レグイサモ                                 |
| LQN        | OAQN       | カライノウ空港                                                     | アフガニスタン、カライノウ                                       |
| LQR        | KLQR       | ラーンド＝ポーニー郡空港                                           | アメリカ合衆国、カンザス州ラーンド                               |
| LRD        | KLRD       | ラレド国際空港                                                     | アメリカ合衆国、テキサス州ラレド                                 |
| LRE        | YLRE       | ロングリーチ空港                                                   | オーストラリア、クイーンズランド州ロングリーチ                   |
| LRF        | KLRF       | リトル・ロック空軍基地                                             | アメリカ合衆国、アーカンソー州ジャクソンビル                     |
| LRG        | KLRG       | リンカーン地域空港                                                 | アメリカ合衆国、メイン州リンカーン                               |
| LRH        | LFBH       | ラ・ロシェル＝イル・ド・レ空港                                     | フランス、ラ・ロシェル                                           |
| LRJ        | KLRJ       | ル・マーズ市営空港                                                 | アメリカ合衆国、アイオワ州ル・マーズ                             |
| LRL        | DXNG       | ニャムトゥーグー国際空港                                           | トーゴ、ニャムトゥーグー                                         |
| LRM        | MDLR       | ラ・ロマーナ国際空港                                               | ドミニカ共和国、ラ・ロマーナ                                     |
| LRO        | KLRO       | マウント・プレザント地域空港                                       | アメリカ合衆国、サウスカロライナ州マウントプレザント             |
| LRS        |            | レロス島国営空港                                                   | ギリシャ、レロス島                                               |
| LRT        | LFRH       | ロリアン・サウス・ブルターニュ空港                                 | フランス、ロリアン                                               |
| LRU        | KLRU       | ラス・クルーセス国際空港                                           | アメリカ合衆国、ニューメキシコ州ラスクルーセス                   |
| LRV        | SVRS       | ロス・ロケス空港                                                   | ベネズエラ、ロス・ロケス諸島                                     |
| LRY        | KLRY       | ローレンス・スミス記念空港                                         | アメリカ合衆国、ミズーリ州ハリソンビル                           |
| LSB        | KLSB       | ローズバーグ市営空港                                               | アメリカ合衆国、ニューメキシコ州ローズバーグ                     |
| LSC        |            | ラ・フロリダ空港                                                   | チリ、ラ・セレナ                                                 |
| LSE        | KLSE       | ラ・クロス市営空港                                                 | アメリカ合衆国、ウィスコンシン州ラクロス                         |
| LSF        | KLSF       | ローソン陸軍飛行場                                                 | アメリカ合衆国、ジョージア州コロンバス                           |
| LSI        | KLSF       | サンボロー空港                                                     | イギリス、シェトランド諸島サンボロー                             |
| LSK        | KLSK       | ラスク市営空港                                                     | アメリカ合衆国、ワイオミング州ラスク                             |
| LSL        | MRLC       | ロス・チレス空港                                                   | コスタリカ、ロス・チレス                                         |
| LSN        | KLSN       | ロス・バナス市営空港                                               | アメリカ合衆国、カリフォルニア州ロス・バナス                     |
| LSP        | SVJC       | ジョセファ・カメホ国際空港                                         | ベネズエラ、ラス・ピエドラス                                     |
| LSR        |            | ロスト・リバー第一空港                                             | アメリカ合衆国、アラスカ州ロスト・リバー                         |
| LST        | YMLT       | ローンセストン空港                                                 | オーストラリア、タスマニア州ローンセストン                       |
| LSV        | KLSV       | ネリス空軍基地                                                     | アメリカ合衆国、ネバダ州ラス・ベガス                             |
| LSY        | YLIS       | リズモー空港                                                       | オーストラリア、ニューサウスウェールズ州リズモー                 |
| LTC        | FTTH       | ライ空港                                                           | チャド、ライ                                                     |
| LTI        | ZMAT       | アルタイ空港                                                       | モンゴル、ゴビ＝アルタイ県アルタイ                               |
| LTK        | OSLK       | バーセル・アル＝アサド国際空港                                     | シリア、ラタキア                                                 |
| LTM        | SYLT       | レセム空港                                                         | ガイアナ、レセム                                                 |
| LTN        | EGGW       | ロンドン・ルートン空港                                             | イギリス、ルートン（ロンドン近郊）                               |
| LTO        | MMLT       | ロレト国際空港                                                     | メキシコ、バハ・カリフォルニア・スル州ロレト                     |
| LTS        | KLTS       | アルタス空軍基地                                                   | アメリカ合衆国、オクラホマ州アルタス                             |
| LTT        | LFTZ       | ラ・モール空港                                                     | フランス、ラ・モール                                             |
| LTX        | SELT       | コタパクシ国際空港                                                 | エクアドル、ラタクンガ                                           |
| LUA        | VNLK       | テンジン・ヒラリー空港                                             | ネパール、ルクラ                                                 |
| LUB        | SYLP       | ルミド・ポー空港                                                   | ガイアナ、ルミド・ポー                                           |
| LUC        | NFNH       | ラウカラ島空港                                                     | フィジー、ラウカラ島                                             |
| LUD        | FYLZ       | リューデリッツ空港                                                 | ナミビア、リューデリッツ                                         |
| LUE        | LZLU       | ルチェネツ空港                                                     | スロバキア、ルチェネツ                                           |
| LUF        | KLUF       | ルーク空軍基地                                                     | アメリカ合衆国、アリゾナ州グレンデール                           |
| LUG        | LSZA       | ルガーノ空港                                                       | スイス、ルガーノ                                                 |
| LUH        | VILD       | サーネワル空港                                                     | インド、パンジャーブ州ルディヤーナー                             |
| LUJ        | FALK       | ルシキシキ空港                                                     | 南アフリカ共和国、ルシキシキ                                     |
| LUK        | KLUK       | シンシナティ市営空港（ランケン・フィールド）                       | アメリカ合衆国、オハイオ州シンシナティ                           |
| LUL        | KLUL       | ヘスラー＝ノーブル・フィールド                                     | アメリカ合衆国、ミシシッピ州ローレル                             |
| LUM        | ZPLX       | 徳宏芒市空港                                                       | 中華人民共和国、雲南省芒市                                       |
| LUN        | FLLS       | ルサカ国際空港                                                     | ザンビア、ルサカ                                                 |
| LUO        | FNUE       | ルエナ空港                                                         | アンゴラ、ルエナ                                                 |
| LUP        | PHLU       | カラウパパ空港                                                     | アメリカ合衆国、ハワイ州カラウパパ                               |
| LUQ        | SAOU       | サン・ルイス空港                                                   | アルゼンチン、サン・ルイス                                       |
| LUR        | PALU       | ケープ・リスバーンLRRS空港                                         | アメリカ合衆国、アラスカ州ケープ・リスバーン                     |
| LUS        | FZCE       | ルサンガ空港                                                       | コンゴ民主共和国、ルサンガ                                       |
| LUT        | YLRS       | ローラ・ステーション空港                                           | オーストラリア、クイーンズランド州ローラ・ステーション           |
| LUU        | YLRA       | ローラ空港                                                         | オーストラリア、クイーンズランド州ローラ                         |
| LUV        | WAPL       | ドゥマトゥビン空港                                                 | インドネシア、カイ諸島                                           |
| LUW        | WAMW       | ブブン空港                                                         | インドネシア、ルウク                                             |
| LUX        | ELLX       | ルクセンブルク＝フィンデル空港                                     | ルクセンブルク、ルクセンブルク市                                 |
| LUZ        | ZSLS       | ルブリン空港                                                       | ポーランド、シフィドニク（ルブリン近郊）                         |
| LVI        | FLLI       | リビングストン空港                                                 | ザンビア、リビングストン                                         |
| LVJ        | KLVJ       | パーランド地域空港                                                 | アメリカ合衆国、テキサス州ヒューストン                           |
| LVK        | KLVK       | リバモア市営空港                                                   | アメリカ合衆国、カリフォルニア州リバモア                         |
| LVL        | KLVL       | ローレンスビル/ブランスウィック市営空港                            | アメリカ合衆国、バージニア州ローレンスビル                       |
| LVM        | KLVM       | ミッション・フィールド                                             | アメリカ合衆国、モンタナ州リビングストン                         |
| LVN        | KLVN       | エアレイク空港                                                     | アメリカ合衆国、ミネソタ州ミネアポリス                           |
| LVP        | OIBV       | ラバン空港                                                         | イラン、ラバン島                                                 |
| LVS        | KLVS       | ラス・ベガス市営空港                                               | アメリカ合衆国、ニューメキシコ州ラスベガス                       |
| LWA        | KLWA       | サウス・ヘブン・エリア地域空港                                     | アメリカ合衆国、ミシガン州サウス・ヘブン                         |
| LWB        | KLWB       | グリーンブライアー・バレー空港                                     | アメリカ合衆国、ウェストバージニア州ルイスバーグ                 |
| LWC        | KLWC       | ローレンス市営空港                                                 | アメリカ合衆国、カンザス州ローレンス                             |
| LWD        | KLWD       | ラモニー市営空港                                                   | アメリカ合衆国、アイオワ州ラモニー                               |
| LWL        | KLWL       | ウェルズ市営空港（ハリエット・フィールド）                         | アメリカ合衆国、ネバダ州ウェルズ                                 |
| LWM        | KLWM       | ローレンス市営空港                                                 | アメリカ合衆国、マサチューセッツ州ローレンス                     |
| LWN        | UDSG       | シラク空港                                                         | アルメニア、ギュムリ                                             |
| LWO        | UKLL       | リヴィウ国際空港                                                   | ウクライナ、リヴィウ                                             |
| LWS        | KLWS       | ルイストン＝ネズ・パース郡空港                                     | アメリカ合衆国、アイダホ州ルイストン                             |
| LWT        | KLWT       | ルイスタウン市営空港                                               | アメリカ合衆国、モンタナ州ルイスタウン                           |
| LWV        | KLWV       | ローレンスビル＝ビンセンズ国際空港                                 | アメリカ合衆国、イリノイ州ローレンスビル                         |
| LXA        | ZULS       | ラサ・クンガ空港                                                   | 中華人民共和国、チベット自治区ラサ                               |
| LXN        | KLXN       | ジム・ケリー・フィールド                                           | アメリカ合衆国、ネブラスカ州レキシントン                         |
| LXR        | HELX       | ルクソール国際空港                                                 | エジプト、ルクソール                                             |
| LXV        | KLXV       | レイク郡空港                                                       | アメリカ合衆国、コロラド州レッドビル                             |
| LXY        | KLXY       | メヒーア＝ライムストーン郡空港                                     | アメリカ合衆国、テキサス州メヒーア                               |
| LYA        | ZHLY       | 洛陽北郊空港                                                       | 中華人民共和国、河南省洛陽市                                     |
| LYH        | KLYH       | リンチバーグ地域空港（プレストン・グレン・フィールド）             | アメリカ合衆国、バージニア州リンチバーグ                         |
| LYI        | ZSLY       | 臨沂沭埠嶺空港                                                     | 中華人民共和国、山東省臨沂市                                     |
| LYM        | EGMK       | ラインプネ空港                                                     | イギリス、ラインプネ                                             |
| LYO        | KLYO       | ライオンズ＝ライス郡地域空港                                       | アメリカ合衆国、カンザス州ライオンズ                             |
| LYP        | OPFA       | ファイサラーバード国際空港                                         | パキスタン、ファイサラーバード                                   |
| LYR        | ENSB       | スヴァールバル空港                                                 | ノルウェー、スヴァールバル諸島ロングイェールビーン               |
| LYS        | LFLL       | サン＝テグジュペリ国際空港                                         | フランス、リヨン                                                 |
| LYV        | KLYV       | クエンティン・アーネンソン・フィールド                             | アメリカ合衆国、ミネソタ州ルバーン                               |
| LZC        | MMLC       | ラサロ・カルデナス空港                                             | メキシコ、ミチョアカン州ラサロ・カルデナス                       |
| LZR        | YLZI       | リザード島空港                                                     | オーストラリア、クイーンズランド州リザード島                     |
| LZU        | KLZU       | グウィネット郡空港（ブリスコ・フィールド）                         | アメリカ合衆国、ジョージア州ローレンスビル                       |
| LZY        |            | ニンティ空港                                                       | 中華人民共和国、チベット自治区ニンティ地区                       |
| LZZ        | KLZZ       | ランパサス空港                                                     | アメリカ合衆国、テキサス州ランパサス                             |